# تشخیص (مجموعه تلویزیونی)
تشخیص (لهستانی: Diagnoza) یک مجموعهٔ تلویزیونی درام پزشکی، لهستانی است که در سال ۲۰۱۷ منتشر شد.

## گزیدهٔ بازیگران

### اصلی
- مایا اوشتاشفسکا
- آدام وُرونوویچ
- ماچئی زاکوشچیلنی
- ماگدالنا پوپوافسکا
- آلکساندرا کونیچنا
- میخاو چرنتسکی
- سونیا بوخوشیه‌ویچ
- توماش درابک
- آلکساندرا آدامسکا
- آنتونی کرولیکوفسکی
- بئاتا شچیباکوفنا
- یوزف پاوْوُفسکی
- کامیلا کامینسکا
- ووکاش سیملات
- ماچئی اشتور
- یان انگلرت
- دانوتا استنکا
- ماتئوش کوشچوکویچ
- آنا اسمووُویک

### مکمل
- مارتا مازورک
- داوید زاوادزکی
- مونیکا پیکووا
- یاتسک کرول
- آگنیشکا وُسینسکا
- ورونیکا روساتی
- الکساندرا چِـیِک
- اوا سروا
- کاتاژینا گرابوفسکا
- یاتسک کناپ
- سواوومیر پاتسک
- رافائو شیشیتسکی
- شیمون پیوتر وارشافسکی
- ماگدالنا کاتسپشاک
- گژگوش پشیبیو
- استانیسواف برودنی
- وویچیخ ژیلینسکی
- ماتیلدا پودفیلیپسکا
- توماش ددک
- ماریوش درنژک
- ایگا کِرِفت
- والدمار چیشاک
- کاتاژینا اسکارژانکا
- آگنیشکا پِشِـپیورسکا
- زوفیا دومالیک
- سباستیان استانکیه‌ویچ
- یوستینا اشنایدر
- ماشا ونگروتسکا

## فصل‌ها و تاریخ پخش
| فصل | قسمت‌ها | قسمت‌ها | تاریخ اصلی روی آنتن رفتن | تاریخ اصلی روی آنتن رفتن |
| فصل | قسمت‌ها | قسمت‌ها | اولین بار                | آخرین بار                |
| --- | ------ | ------ | ------------------------ | ------------------------ |
| ۱   | ۱۳     | ۱۳     | ۵ سپتامبر ۲۰۱۷           | ۲۸ نوامبر ۲۰۱۷           |
| ۲   | ۱۳     | ۱۳     | ۲۰ فوریه ۲۰۱۸            | ۱۵ مه ۲۰۱۸               |
| ۳   | ۱۳     | ۱۳     | ۴ سپتامبر ۲۰۱۸           | ۲۷ نوامبر ۲۰۱۸           |
| ۴   | ۱۵     | ۱۵     | ۲۶ فوریه ۲۰۱۹            | ۲۱ مه ۲۰۱۹               |